# 국도 제8호선 (미얀마)
국도 제8호선(버마어: အမျိုးသားအဝေးပြေး 8, MR 8)은 파야지에서 출발, 메르귀까지 이어주는 미얀마의 주요 간선 도로이다. 그러나 이 도로는 미얀마의 남동부 지역을 이어주고 있는 특이사항을 가지고 있지만, 아시안 하이웨이 1호선의 일부이기도 하다. 그리고 이 도로가 타톤에서는 85번 국도가 만나고, 바고에서는 1번 국도와 직접 만나는 것으로 드러난다.